# Manado
Manado es una ciudad de Indonesia, capital de la provincia de Célebes Septentrional. Se encuentra a unos 2175 km noreste de la capital, Yakarta. Manado tiene una población de 462 000 habitantes (2023) y cuenta con una superficie de 157,26 km². La ciudad se localiza en la bahía de Manado, está rodeada por una cadena montañosa. El principal grupo étnico es el minahasa.
Manado fue un asentamiento portugués establecido en 1623. La ciudad era parte del Imperio portugués, pero más tarde cayó bajo la influencia del Imperio neerlandés. La Compañía Holandesa de las Indias Orientales fundó una fortaleza en 1658. La ciudad permaneció bajo dominio neerlandés, hasta la Segunda Guerra Mundial, cuando fue invadida por los japoneses. Una vez derrotado el ejército japonés, la ciudad pasó a control indonesio. Manado fue bombardeada en 1958 por el gobierno de Sukarno, debido a ciertos grupos rebeldes, que lucraban con el comercio ilegal de la exportación de copra.
La ciudad es el centro turístico de la provincia. El turismo es la principal actividad económica, el cual dispone de una buena infraestructura. El Aeropuerto Internacional Sam Ratulangi atiende a la ciudad. 
La razón principal para visitar Manado es un hermoso mundo submarino que se encuentra cerca de la costa del norte de Sulawesi, Bunaken National Marine Park. Este destino de buceo de clase mundial cubre un área de 70 000 hectáreas y tiene alrededor de 400 especies de coral.